# 马建 (作家)

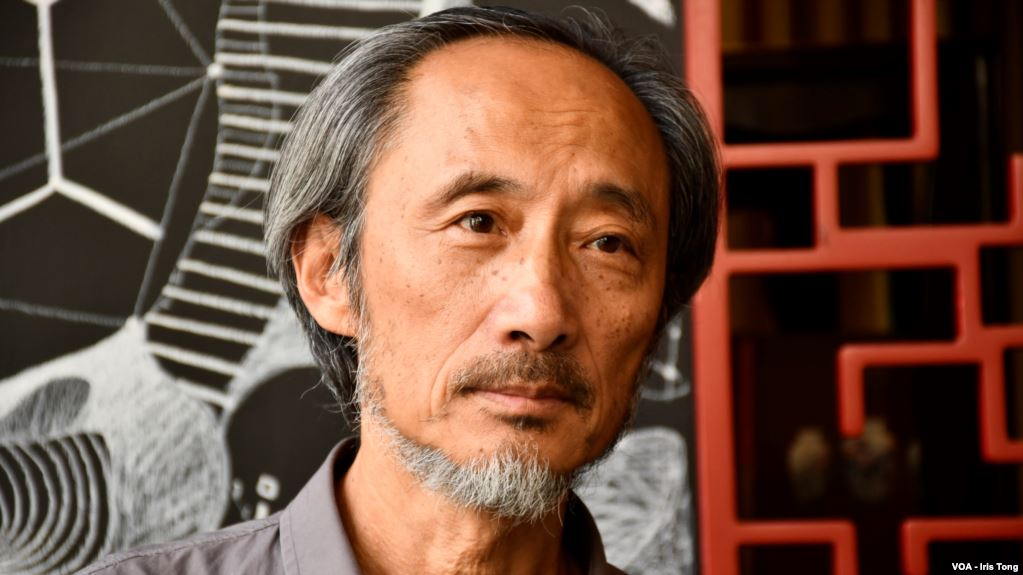
中国流亡异见作家马建2018年应邀出席 “香港国际文学节” 两场讲座

马建（1953年8月18日—），原名马建刚，中国旅英作家。

## 生平
曾任全国总工会记者。1986年去香港，创办了新世纪出版社。1987年2月其作品《亮出你的舌苔或空空荡荡》经高行健推荐在《人民文学》上发表，此文为清华大学的藏学教授沈卫荣批评为“实际上，马建在这部小说中所讲述的大部分故事根本就不可能见于或发生于1980年代的西藏，它们不过是一些现代版的《僧尼孽海》式的西藏故事。说到底，这部小说延续的只是汉族文化传统中对藏传佛教的一贯看法，其根底甚至可以直接追溯到《庚申外史》。”，并被在京藏族视为侮辱，随后在中国被禁。因此事，中国作协书记处决定处《人民文学》主编刘心武停职检查。
六四事件期间，马建在天安门广场待了一个多月，目睹了学生抗议绝食和北京市民围堵戒严部队的场面，采访了方励之、周舵、刘晓波等人，并拍下许多照片。
1997年去德国，1999年迁居英国。2002年因小说《非法流浪》获托马斯·库克旅行文学奖。2005年入选法国《阅读》月刊评出的本世纪全球50位作家。2008年的《肉之土》以89天安门事件为背景，在中国被禁。2011年中国政府禁止马建入境。其作品带有先锋派、荒诞派的风格。
2018年11月，馬建原定在大館出席兩場香港國際文學節講座，但香港賽馬會以「不願見到大館成為任何個別人士促進其政治利益的平台」為由禁止。而第二場地，南豐集團旗下的The Annex亦拒絕借場。馬建對此感到非常生氣，強調講座只是討論其新出版的作品《中國夢》。認為問題並非出自大館的負責人，而是有更大的黑手在背後控制。他形容以後不會再來港。其後，大館總監簡寧天發聲明致歉，稱留意到馬建曾公開表示「今次是以小說家身分出席」，允許活動如期舉行。

## 作品
- 《亮出你的舌苔或空空荡荡》，1987年
- 《非法流浪》，2002年
- 《肉之土》，2008年
- 《北京植物人（英语：Beijing Coma）》，2012年
- 《中国梦》，2018年